# Asociación de Fútbol No Amateur de Santo Domingo de los Tsáchilas
La Asociación de Fútbol No Amateur de Santo Domingo de los Tsáchilas es un subdivisión de la Federación Deportiva de Santo Domingo de los Tsáchilas en el Ecuador. Funciona como asociación de equipos de fútbol dentro de la Provincia de Santo Domingo de los Tsáchilas. Bajo las siglas AFTSA, esta agrupación está afiliada a la Federación Ecuatoriana de Fútbol.

## Clubes Afiliados
| Equipos de Segunda División                         | Equipos de Segunda División                                                                                        | Equipos de Segunda División                         | Equipos de Segunda División                         | Equipos de Segunda División                         | Equipos de Segunda División                         | Equipos de Segunda División                         | Equipos de Segunda División                         | Equipos de Segunda División                         | Equipos de Segunda División                         | Equipos de Segunda División                         |
| Segunda Categoría de Santo Domingo de los Tsáchilas | Segunda Categoría de Santo Domingo de los Tsáchilas                                                                | Segunda Categoría de Santo Domingo de los Tsáchilas | Segunda Categoría de Santo Domingo de los Tsáchilas | Segunda Categoría de Santo Domingo de los Tsáchilas | Segunda Categoría de Santo Domingo de los Tsáchilas | Segunda Categoría de Santo Domingo de los Tsáchilas | Segunda Categoría de Santo Domingo de los Tsáchilas | Segunda Categoría de Santo Domingo de los Tsáchilas | Segunda Categoría de Santo Domingo de los Tsáchilas | Segunda Categoría de Santo Domingo de los Tsáchilas |
| .                                                   | Equipo | Sede                                                | Estadio                                             | Títulos Provinciales                                | Subtítulos Provinciales                             |                                                     |                                                     |                                                     |                                                     |                                                     |
| --------------------------------------------------- | --- | --------------------------------------------------- | --------------------------------------------------- | --------------------------------------------------- | --------------------------------------------------- | --------------------------------------------------- | --------------------------------------------------- | --------------------------------------------------- | --------------------------------------------------- | --------------------------------------------------- |
| 1                                                   | [[Archivo:\|20x20px\|border\|Bandera de Santo Domingo (Ecuador)]] Club Sport 3 de Julio                            | Santo Domingo                                       | Obando y Pacheco                                    | 3                                                   | 3                                                   |                                                     |                                                     |                                                     |                                                     |                                                     |
| 2                                                   | [[Archivo:\|20x20px\|border\|Bandera de Santo Domingo (Ecuador)]] Club Cultural y Deportivo Águilas                | Santo Domingo                                       | Etho Vega                                           | 9                                                   | 1                                                   |                                                     |                                                     |                                                     |                                                     |                                                     |
| 3                                                   | [[Archivo:\|20x20px\|border\|Bandera de Santo Domingo (Ecuador)]] Club Deportivo Colorados Jaipadida Sporting Club | Santo Domingo                                       | Obando y Pacheco                                    | 0                                                   | 3                                                   |                                                     |                                                     |                                                     |                                                     |                                                     |
| 4                                                   | [[Archivo:\|20x20px\|border\|Bandera de Santo Domingo (Ecuador)]] Club Deportivo Santo Domingo                     | Santo Domingo                                       | Obando y Pacheco                                    | 2                                                   | 1                                                   |                                                     |                                                     |                                                     |                                                     |                                                     |
| 5                                                   | [[Archivo:\|20x20px\|border\|Bandera de Santo Domingo (Ecuador)]] Club Deportivo Japan Auto                        | Santo Domingo                                       | Obando y Pacheco                                    | 0                                                   | 0                                                   |                                                     |                                                     |                                                     |                                                     |                                                     |
| 6                                                   | [[Archivo:\|20x20px\|border\|Bandera de Santo Domingo (Ecuador)]] Club Deportivo Nacional                          | Santo Domingo                                       | Obando y Pacheco                                    | 0                                                   | 0                                                   |                                                     |                                                     |                                                     |                                                     |                                                     |
| 7                                                   | Club Atlético Santo Domingo                                                                                        | Santo Domingo                                       | Etho Vega                                           | 0                                                   | 0                                                   |                                                     |                                                     |                                                     |                                                     |                                                     |
| 8                                                   | Club Deportivo Especializado Formativo San Rafael                                                                  | La Concordia                                        | Jorge Chiriboga Guerrero                            | 2                                                   | 2                                                   |                                                     |                                                     |                                                     |                                                     |                                                     |
| 9                                                   | La Concordia Sporting Club                                                                                         | La Concordia                                        | Jorge Chiriboga Guerrero                            | 0                                                   | 1                                                   |                                                     |                                                     |                                                     |                                                     |                                                     |
| 10                                                  | [[Archivo:\|20x20px\|border\|Bandera de Santo Domingo (Ecuador)]] Sociedad Deportiva Municipal                     | Santo Domingo                                       | Obando y Pacheco                                    | 0                                                   | 1                                                   |                                                     |                                                     |                                                     |                                                     |                                                     |
| Equipos amateur                                     | |                                                     |                                                     |                                                     |                                                     |                                                     |                                                     |                                                     |                                                     |                                                     |
| 1                                                   | [[Archivo:\|20x20px\|border\|Bandera de Santo Domingo (Ecuador)]] Club Deportivo Ramos y Ramos                     | Santo Domingo                                       | Obando y Pacheco                                    | 0                                                   | 0                                                   |                                                     |                                                     |                                                     |                                                     |                                                     |
| 2                                                   | Atlético Vivanco                                                                                                   | La Concordia                                        | Jorge Chiriboga Guerrero                            | 0                                                   | 0                                                   |                                                     |                                                     |                                                     |                                                     |                                                     |

| 1 | [[Archivo:\|20x20px\|border\|Bandera de Santo Domingo (Ecuador)]] Club Deportivo Talleres            | Santo Domingo |
| 2 | [[Archivo:\|20x20px\|border\|Bandera de Santo Domingo (Ecuador)]] Club Deportivo Independiente       | Santo Domingo |
| 3 | [[Archivo:\|20x20px\|border\|Bandera de Santo Domingo (Ecuador)]] Club Deportivo ADAC                | Santo Domingo |
| 4 | [[Archivo:\|20x20px\|border\|Bandera de Santo Domingo (Ecuador)]] Club Sport 29 de Mayo              | Santo Domingo |
| 5 | [[Archivo:\|20x20px\|border\|Bandera de Santo Domingo (Ecuador)]] Club Social Deportiva Los Dragones | Santo Domingo |
| 6 | [[Archivo:\|20x20px\|border\|Bandera de Santo Domingo (Ecuador)]] Club Deportivo Los Chavos          | Santo Domingo |
| 7 | [[Archivo:\|20x20px\|border\|Bandera de Santo Domingo (Ecuador)]] Club Deportivo Festival            | Santo Domingo |
| 8 | Pepilla Fútbol Club                                                                                  | La Concordia  |